# 消えた恋
「消えた恋」（きえたこい、原題 : What Goes On）は、ビートルズの楽曲である。1965年に発売された6作目のイギリス盤公式オリジナル・アルバム『ラバー・ソウル』に収録された。アメリカでキャピトル・レコードから発売された同名のアルバムには収録されず、翌年にシングル盤『ひとりぼっちのあいつ』のB面曲として発売された後、『イエスタデイ・アンド・トゥデイ』に収録された。作曲者名はレノン＝マッカートニー＝スターキーとクレジットされている。Billboard Hot 100では最高位81位を記録。

## 背景
ジョン・レノンが「消えた恋」を書いたのは、1959年初頭のメンローヴ・アベニュー251番地とされている。本作の初期バージョンは、バディ・ホリーの影響を大きく受けており、『ラバー・ソウル』に収録された完成バージョンとはコーラスを除き大きく異なっている。
ビートルズは、1963年3月に本作を録音しかけたものの、最終的には1965年11月の『ラバー・ソウル』のためのレコーディング・セッションまで録音されることはなかった。楽曲について、レノンは「たしかポールの手を借りてミドルエイトを新しくして、リンゴに歌ってもらおうと思って復活させた」と語っている。作家のバリー・マイルズは、ミドルエイトを書いたのはマッカートニーとスターであると主張している。本作には正式なミドルエイトが存在せず、1つのコーラスと1つのヴァースが繋がっていて、音楽評論家のイアン・マクドナルドは、この長いパートはマッカートニーによって書かれたものという考えを示している。本作は、スターがビートルズの楽曲で初めて作曲と作詞にも参加した楽曲だが、楽曲への貢献についてスターは「5個くらい言葉を考えた。僕がやったのはそれだけ」と語っている。マクドナルドと音楽学者のウォルター・エヴェレットは、スターが書いたのは「Waiting for the tides of time」という歌詞であると述べ、マクドナルドはこのフレーズを「ディラン風」としている。

## レコーディング

### 1963年3月
1963年3月5日の「フロム・ミー・トゥ・ユー」と「サンキュー・ガール」のセッション中、ビートルズは「消えた恋」と「ワン・アフター・909」の録音を検討していた。あと1曲しか録音できないという状況下で、ビートルズは「ワン・アフター・909」を選択。レノンとマッカートニーは、同年に本作のデモ音源を録音したが、1965年にスターのボーカル曲として録音されるまで使用されることはなかった。

### 1965年11月
ニール・アスピノールは、1965年にマッカートニーが自宅でマルチトラックのデモ音源を制作したことについて「ポールがリンゴに『消えた恋』を聴かせようとすることを目的に、マルチトラックのデモ音源を作った。デモ音源にはポールの歌、リードギター、ベース、ドラムが入っていた。完成したテープを聴いたリンゴは、レコーディング・セッションの前に自分のアイデアを加えていた」と振り返っている。
『ラバー・ソウル』に収録の完成バージョンは、1965年11月4日の深夜に行なわれたセッションで、1テイクで録音した後にオーバー・ダビングを加えたもの。ジョージ・マーティンがプロデュースを手がけ、エンジニアのノーマン・スミス、ケン・スコット、グラハム・プラットがアシスタントを務めた。エヴェレットは、レノンはギターのパートについて「スティーヴ・クロッパーの奏法」としている。コーラスに入る前に、スターが「Tell me why」と歌った後に、レノンが「We already told you why!」と返しているが、これは1964年に発表された楽曲「テル・ミー・ホワイ」に掛けたもの。
1965年11月9日、スミスとジェリー・ボーイズのアシストのもと、マーティンは本作のモノラル・ミックスとステレオ・ミックスを作成。モノラル・ミックスの最後の2小節では、ハリスンのギターがミュートされている。これについてエヴェレットは、エンジニアがボーカル・トラックをミュートするつもりが、ハリスンのギターが同じトラックに入っていることを忘れていたことにより生じたものではないかと指摘している。

## リリース・評価
「消えた恋」は、1965年12月3日にイギリスで発売された『ラバー・ソウル』に収録された。キャピトル・レコードは、本作を1966年2月21日にシングル盤『ひとりぼっちのあいつ』のB面曲として発売した。B面曲でありながら、Billboard Hot 100で最高位81位を記録。キャピトル・レコードは、『ラバー・ソウル』のアメリカ盤から本作をカットし、その代わりに1966年6月20日に発売した『イエスタデイ・アンド・トゥデイ』に収録した。
ビートルズの伝記作家であるケネス・ウォマックは、本作について「間違いなくアルバムの中で最も弱く、不調和な曲」と断言している。マクドナルドは、「『アクト・ナチュラリー』と同じく、だらだらとしたカントリー&ウェスタンの雰囲気を持っている」と述べている。『オールミュージック』のリッチー・アンターバーガーは、「軽快なカントリー&ウェスタン風味の作品」とし、ハリスンのギター演奏について「ハリスンはカール・パーキンスの最高の弟子」と評している。エヴェレットは、マッカートニーのベースについて「ソウルフル」と表現している。

## クレジット
※出典
- リンゴ・スター - リード・ボーカル、ドラム
- ジョン・レノン - ハーモニー・ボーカル、リズムギター
- ポール・マッカートニー - ハーモニー・ボーカル、ベース
- ジョージ・ハリスン - リードギター

## カバー・バージョン
- ザ・チャールズ・リヴァー・ヴァレー・ボーイズ（英語版） - 1966年に発売されたアルバム『Beatle Country』に収録。ブルーグラス調にアレンジされている[23]。
- ザ・セルダム・シーン（英語版） - 1988年に発売されたアルバム『Change of Scenery』に収録[24]。
- スフィアン・スティーヴンス - 2005年に発売されたコンピレーション・アルバム『This Bird Has Flown』に収録[25]。ピッチフォークのロブ・ミッチャムは「スターの酷いカントリー・チューンを、ストリングスや骨太なジャムなどを備えたイリノイ州のフル・メーカー・バンドのためにアレンジした本当に素晴らしいスフィアン・スティーヴンスの楽曲に仕上げた」と評している[26]。